# Митрополия двух Америк
Румынская православная митрополия двух Америк (рум. Mitropolia Ortodoxă Română a celor două Americi, англ. The Romanian Orthodox Metropolia of the Americas) — автономная митрополия Румынской православной церкви, объединяющая приходы в Северной и Южной Америке.

## История
Православные румыны появились в Северной Америке примерно в 1895 году в связи с волной эмиграции из Трансильвании, Буковины и Баната, находившихся тогда в составе Австро-Венгрии. В то время православные в Северной Америке и Канаде принадлежали к Северо-Американской епархии Русской православной церкви независимо от их этнического происхождения.
Чувствуя отсутствие своего архиерея и следуя примеру других этнических групп после того, как из-за большевистской революции связь с руководство Русской православной церкви была утрачена, румыны Америки решили создать румынскую епархию с епископом-румыном. 25 апреля 1922 года 7 священников, которые были рукоположены в Румынии, представили меморандум Священному Синоду, требуя основания епископии для православных румын в Америке. Церковные власти Румынии не спешили создать епархиальную организацию для румын в Америке, полагая, что она не нужна. 18 декабря 1923 года Митрополит Сибиуский назначает священника Виктора Мурешана, протопопом (благочинным) приходов Соединённых Штатов. 7 октября 1924 года румынские священники, которые были рукоположены в Америке русскими епископами, провели конференцию в Питтсбурге, штат Пенсильвания, где они снова подчеркнули необходимость создания Румынской православной епископии в США, и решили, что до тех пор они будут связаны с юрисдикцией, омофором русского епископа Адама (Филиповского).
С 25 по 28 апреля 1929 года на церковном Конгрессе духовенства и верующих румынских православных приходов США и Канады, собравшегося в Детройте, штат Мичиган, была создана Румынская православная епископия в Америке, находившаяся в подчинении Священного Синода Румынской православной церкви. Это решение было утверждено Национальным церковным конгрессом Румынии от 21 ноября 1929 года.
1 ноября 1930 года Патриарх Румынии Мирон (Кристя) подписал указ № 10219, в соответствии с которым Румынская православная епископия в Америке признаётся канонической. В период с 26 по 28 апреля 1934 года парламент Румынии голосует за закон «О создании румынского Православного миссионерской епархии в Америке», подписанный королём Румынии Каролем II 5 мая 1934 года.
26 января 1935 года Священный Синод Румынской православной церкви избрал архимандрита Поликарпа (Морушку) правящим архиереем этой епископии. 24 марта 1935 года в Бухаресте состоялась его епископская хиротония, в июне 1935 года он прибыл в США. К 1939 году епархия включала 33 прихода, 54 филиала, 26 храмов в США и 17 церквей в Канаде, а также приходские школы, молодежные организации и женские ассоциации.
Епископ Поликарп (Морушка) вернулся в Румынию в 1939 году для участия в заседании Священного Синода Румынской православной церкви и не смог вернуться, так как началась Вторая мировая война. После войны он не был выпущен из страны новым коммунистическим правительством. В пастырском письме от 30 июля 1947 года он проинформировал свою епархию о трудностях с его возвращением и добавил, что он по-прежнему считает себя епископом Румынской православной епископии Америки. В 1947 году новый правительственный закон (№ 166 от 1947 года) распустил епископат и упразднил епископию в Америке уволил епископа Поликарпа. В 1949 году было законодательно закреплено, чтобы иерархи, назначаемые румынским патриархатом для румынских православных общин за пределами Румынии, утверждались правительством. Первый иерарх, назначенный возглавить американскую Румынскую Православную общину, епископ Анфим (Ника), не был принят в румынской епархии в Америке.
Решением румынского Священного Синода от 12 июля 1950 года был учрежден румынский православный миссионерский епископат в Америке. Американский гражданин, Андрей (Молдован), был избран его правящим архиереем и был вызван в Румынию для хиротонии. В июне того же года в Мичигане была зарегистрирована «Румынская Православная автономная епископия Северной и Южной Америки» («Episcopatul Român Ortodox Autonom pentru America de Nord şi de Sud»). После его рукоположения в Румынии он вернулся в США и возглавил те приходы, которые согласились его признать. 14 марта 1963 года он скончался.
12 декабря 1974 года Священный Синод Румынской православной церкви утвердил возведение Миссионерского епископата в ранг архиепископии и возобновил статус автономии Румынской Православной архиепископии в Америке и Канаде.
28 октября 2016 года Священный Синод Румынской православной церкви образовал Митрополии Америк в составе двух епархий: Архиепископии США и Канадской епископии. Тогда же епископ Николай был назначен главой новой митрополии, становясь по должности правящим архиереем новой Архиепископии США.

## Правящие архиереи
- Поликарп (Морушка) (24 марта 1935—1949)
- Андрей (Молдован) (12 ноября 1950 — 14 марта 1963)
- Феоктист (Арэпашу) (1963—1966)
- Викторин (Урсаке) (7 августа 1966 — 16 июля 2001)
- Иосиф (Поп) (5 июля 2001 — 9 марта 2002) в/у, митрополит Западной и Южной Европы
- Николай (Кондря) (14 июля 2002 года)